# Farmakovigilance
Farmakovigilance (PV nebo PhV), také známá jako bezpečnost léčiv, je farmaceutická věda týkající se „shromažďováním, detekcí, hodnocením, monitorováním a prevencí“ nežádoucích účinků farmaceutických produktů. Etymologické kořeny slova „farmakovigilance“ jsou: pharmakon (řecky lék) a vigilare (latinsky hlídat). Farmakovigilance se jako taková silně zaměřuje na nežádoucí účinky léků (ADR), které jsou definovány jako jakákoli reakce na lék, která je škodlivá a nezamýšlená, včetně nedostatečné účinnosti. Chyby v medikaci, jako je předávkování, nesprávné užívání a zneužívání léku, stejně jako expozice léku během těhotenství a kojení, jsou také předmětem zájmu farmakovigilance, a to i bez nežádoucí příhody, protože mohou potenciálně také vést k nežádoucí reakci na lék.
Informace získané od pacientů a poskytovatelů zdravotní péče prostřednictvím dohod o farmakovigilanci a také z jiných zdrojů, jako je lékařská literatura, hrají zásadní roli při poskytování údajů nezbytných pro provádění farmakovigilance. Aby bylo možné uvést na trh nebo otestovat farmaceutický produkt ve většině zemí, musí být údaje o nežádoucích účincích obdržené držitelem licence (obvykle farmaceutickou společností) předloženy místnímu regulačnímu úřadu pro léčiva.
V konečném důsledku se farmakovigilance zabývá identifikací rizik spojených s farmaceutickými produkty a minimalizací rizika jakékoli újmy, ke které mohou pacienti přijít. Společnosti musejí provádět komplexní audit bezpečnosti léčiv a farmakovigilance, aby posoudily, zda splňují celosvětové zákony, předpisy a pokyny.